# 伊ケ崎暁生
伊ケ崎 暁生（いがさき あきお、1930年11月26日 - ）は、日本の教育史学者。教育評論家として活動。

## 来歴
中国大連生まれ。東京大学卒。1957年日教組が設立した国民教育研究所所員、1988年所長。1993年富山国際大学教授、2001年定年退任。

## 著書
- 『大学の自治の歴史』1965　新日本新書
- 『国民の教育権と教育政策』青木書店　1972
- 『文学でつづる教育史』民衆社　1974
- 『明日をひらく教育 父母と教師の教育のひろば』芽ばえ社　1984
- 『小説のなかの教師たち 明治・大正・昭和の作家たちが描く教育・教師観』みくに書房　1986　母と子の教育書シリーズ
- 『わたしたちの教育戦後史』1991　新日本新書
- 『学問の自由と大学の自治』三省堂　2001

## 共編著
- 『私学の歴史』碓田登共著　1967　新日本新書
- 『安保条約下の教育』山科三郎共著　1969　新日本新書
- 『教育系学生の思想と行動』土屋基規,山崎真秀共著　明治図書出版　1969
- 『戦後教育の歴史』五十嵐顕共編著　青木書店　1970
- 『大学の自治と学生の地位 諸大学の改革案・資料と解説』永井憲一共編　成文堂　1970
- 『戦後民主主義教育の思想と運動 高校全入運動の総括と課題』小川利夫共著 高校全員入学問題全国協議会編集　青木書店　1971
- 『教育改革と教師の賃金』高木督夫,槙枝元文共編　労働旬報社　1972
- 『子どもの学習権と学校統廃合』編　労働旬報社　1973
- 『戦後教育の原典』吉原公一郎共編著　現代史出版会　1975
- 『学校づくり実践ノート』辻本昭共編　労働旬報社　1977　教育実践ノートシリーズ
- 『未来の教師 教育系学生と全教ゼミナール運動』土屋基規共編　労働旬報社　1978
- 『科学者憲章』渡辺直経共編　勁草書房　1980
- 『教育費と教育財政』三輪定宣共著　総合労働研究所　1980　教育を考えるシリーズ
- 『日本教育史年表』松島栄一共編　三省堂　1990

## 参考
- 日本人名大事典『伊ケ崎暁生』 - コトバンク